# Hórnaht (XVII. dinasztia)

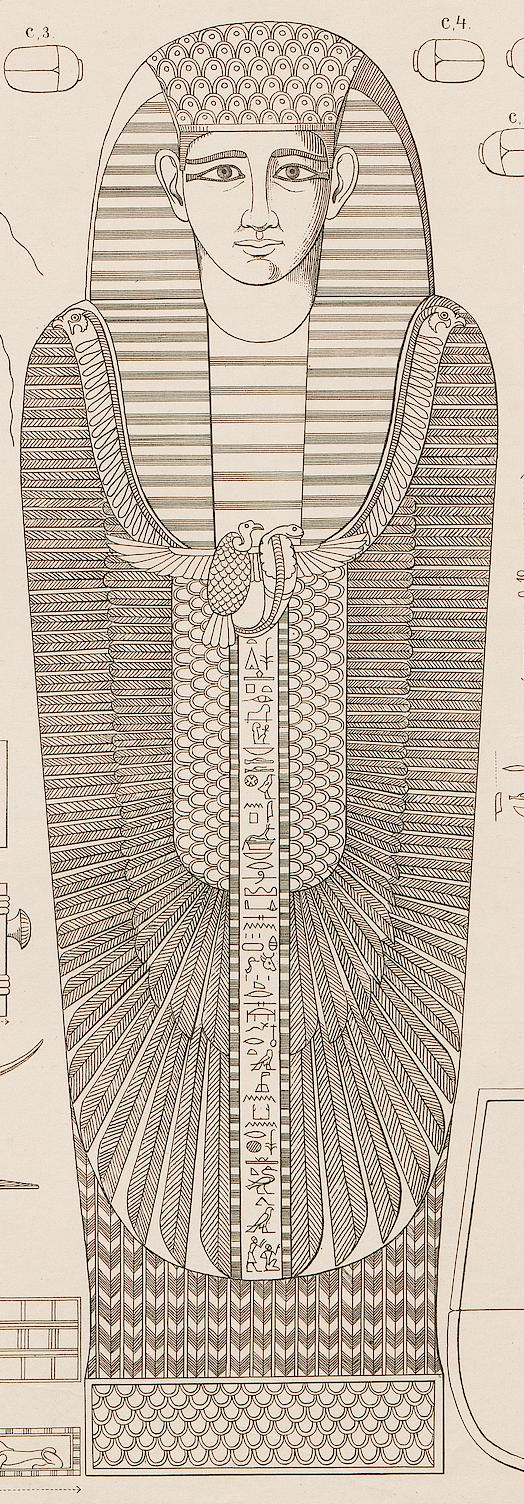
Hórnaht risi-koporsójának rajza

Hórnaht ókori egyiptomi hivatalnok volt a második átmeneti kor végén. Címe szerint a király ismerőse volt, aki bejáratos az uralkodóhoz. Sírját érintetlenül találta meg 1862. december 21-én Luigi Vassalli, aki Auguste Mariette vezetése alatt dolgozott a thébai nekropoliszban, a Dirá Abu el-Naga-i ásatásokon. A sírt Gaston Maspero publikálta 1892-ben. A sírban megtalálták Hórnaht risi-koporsóját és több temetkezési kelléket, melyek egy részén más hivatalnokok neve állt, így Hórnaht ajándékba kaphatta őket. Az egyik bumerángon a XVII. dinasztia végének egyik uralkodója, Szekenenré Ta-aa (Dzsehuti-aa) neve állt, mellette „a király fia, Tjuiu” neve. Hórnaht temetkezését ennek segítségével datálták a második átmeneti kor végére. Egy ládán Minemhat polgármester neve áll, egy kozmetikai kanálon pedig Hierakónpolisz polgármesterének, Szobeknahtnak a neve. Ők nagy valószínűséggel Hórnaht kortársai. Egy vázán, amely nagy valószínűséggel az óbirodalom idejére datálható, egy bizonyos Idi neve áll. Emellett előkerültek a sírból szkarabeuszok, kőedények, egy pár saru, egy fejtámasz és egy játéktábla is.
Vassalli eredetileg Tjuiu sírjának hitte a sírt, később jött rá, hogy Hórnaht sírja, akinek nevét ő Akhórnak olvasta a koporsón, a modern kutatás szerint azonban az aq a cím része, és hozzáférést jelent („aki hozzáfér/bejáratos az uralkodóhoz”), a név első olvasatakor pedig nem vették észre a név naht részét.

## Fordítás
- Ez a szócikk részben vagy egészben  a   Hornakht (17th Dynasty) című angol Wikipédia-szócikk ezen változatának fordításán alapul.  Az eredeti cikk szerkesztőit annak laptörténete sorolja fel. Ez a jelzés csupán a megfogalmazás eredetét és a szerzői jogokat jelzi, nem szolgál a cikkben szereplő információk forrásmegjelöléseként.